# Himiko
Himiko（ひみこ、1972年3月11日 - ）は、日本の女子プロレスラー。愛知県出身。

## 所属
- ワールド女子プロレス・ディアナ　(2022年 - )

## 経歴
2022年
- 1月23日、新木場1stRINGにてジャガー横田を相手にデビュー[1]。